# Fruit Ninja
Fruit Ninja (do português brasileiro - Ninja da Fruta) é um jogo criado pela Halfbrick Studios para os aparelhos iPhone, iPad, iPod Touch, para os sistemas Android e Windows Phone, para o videogame Xbox 360, para a rede social do Facebook e o sistema operacional Windows 8, como um aplicativo da Windows Store. Uma de suas principais características é a necessidade do recurso TouchScreen ou o uso do mouse de computador, notebook ou netbook.

## O Jogo
O jogo em si, tenta mostrar o ódio que os ninjas possuem pelas frutas, fazendo com que eles tentem ao máximo destruí-las. O jogo usa basicamente o recurso TouchScreen, na qual o(a) jogador(a) usa a sensibilidade ao toque para recursar de uma lâmina, e tentar cortar todas as frutas que aparecem na interface. Cada fruta adquire 1 (um) ponto à partida. O segredo do jogo é tentar cortar mais de 3 (três) frutas ao mesmo tempo, podendo assim ser realizados combos, que dão bônus extras. O controversa do jogo são as bombas, que atrapalham o jogo. Elas variam de acordo com o modo de jogo.
Modos de Jogo
Veja os tipos de partidas que se podem jogar em Fruit Ninja:
- Classic Mode: O Classic Mode ou Modo Clássico, é o jogo em que  o(a) jogador(a) tentará fazer o máximo de pontos cortando todas as frutas que ver na interface, sem que corte as bombas e nem deixe de cortar nenhuma fruta. Quem joga neste modo, dispõe de 3 (três) vidas. As vidas se perdem quando o jogador corta uma bomba ou deixa de cortar uma fruta.
- Zen Mode: A partida é de 90 segundos, na qual não há vidas á cadeias de frutas que permite cortar a mesma fruta várias vezes. Não há bombas nesse modo de jogo.
- Arcade Mode: A duração limite é 60 segundos (um minuto). As bombas ainda descontam 10 (dez pontos). O que se acrescenta são as Bananas Especiais, são  frutas que dão dedicatórias especiais ao jogo. Veja as bananas:

Congelado: Ao cortar essa fruta, a interface fica completamente lenta, o tempo do jogo para, por mais ou menos 10 (dez) segundos, esse tempo se altera apenas se o jogador cortar outra banana, o que se estenderá até completar o tempo da última banana cortada.
Pontos Duplos: Se o jogador corta esta banana, todos os pontos realizados até o final do tempo da banana, será multiplicado por 2x, isso inclui combos.
Frenesim: Essa banana faz com que a interface encha de frutas, grande fartura que resulta em muitos pontos, saindo pelos canteiros da interface.
- Multiplayer Mode: É o modo em que o jogador ou melhor, os jogadores, disputam entre si a pontuação, em tempo real ou em desafio de disputa. O modo de jogo para a disputa varia.
- Fruit Ninja Frenzy: Jogo em que se estende durante a partida o Frenzy, com o mesmo efeito da Banana Frenzy, só que durante toda a partida.

Blitz
Blitz é um período do jogo em que o jogador ganha bônus por ganhar vários combos, possui um tempo limitado, o tempo se renova assim que se faz outro combo, os pontos se acumulam de acordo com o que o jogador desenvolve os pontos. Por exemplo, o jogador faz de início 5 pontos (o mínimo), acumula para 10, passa para 15, acumula para 20, 25 e 30 (o máximo). 30 pontos é o permitido.
- Bonus Game: No final de cada partida se ganha um bônus, que varia de acordo com o que foi efetuado durante a partida.

## Acessórios Para Facebook
Há alguns acessórios de jogo para Facebook, confira:
- Smoothies: São acessórios pagos pelo Juice, que variam de preço e dão especialidades à partida em que são utilizados:

Spirit Bombs - Nível 1 - Faz com que todas as bombas sumam, as transformando em vultos, que são inofensivos. - Nível 2 - Os vultos se tornam em pontos, dependendo da sorte, o jogador ganha +10 pontos, mais há vezes que ela faz o inverso, ou seja, -10 pontos. - Nível 3 - Todas as bombas dão 10 pontos, e podem se geram combos.
Sweet Start - Nível 1 - Começa com uma grande onde frutas. - Nível 2 - Continua com a grande onda de frutas e dá poderes especiais às bananas. - Nível 3 - Começa com duas grandes ondas de frutas e dá poderes especiais às bananas.
Lucky Blast - Nível 1 - A primeira bomba se torna em uma banana. - Nível 2 - As primeiras duas primeiras bombas se tornam em bananas. - Nível 3 - As três primeiras bombas se tornam em bananas.
Bonus Bountry - Nível 1 - Os bônus no final do jogo se multiplicam por 2x. - Nível 2 - O bônus do final do jogo se multiplicam por 3x. - Nível 3 - Os bônus do final do jogo se multiplicam por 4x.
Insta-Blitz - Nível 1 - Por cada banana cortada o Blitz é acionado no primeiro nível e isso permite que ele se acumule por cada banana. - Nível 2 - Por cada banana cortada o Blitz é acionado por 2 níveis. - Nível 3 - Por cada banana cortada o blitz é acionado por 3 níveis.
- Spin: A cada dia que o jogador se conecta ao jogo é concebido o bônus Spin. Spin é uma roleta em que é sorteado um prêmio. Dentre o prêmio está juice, starfruit e até rodadas bônus no Spin (um, dois ou três). O primeiro Spin é 1x o prêmio (ou seja, ele de forma normal), seguindo uma sequência de dias logados, os prêmios se acumulam de 2x á 5x. Esse é o limite para uma sequência de dias logados. Porém o limite máximo de bônus multiplicado é 25x, e isso se consegue ganhando bônus Spin com rodadas extras na roleta. A sequência de bônus por este meio é 10x, 15x e por fim 25x.

## Personagens
Durante o jogo o nome de três personagens são comentados durante as opções de jogar. O primeiro deles a ser comentado é o Mestre um velho ninja baixinho e careca com uma faixa preta na cabeça. Em 2012 foram adicionados outros dois personagens: Gutsu e Truffles, Gutsu é um vendedor que auxilia o jogador vendendo itens para ajudá-lo durante o jogo, enquanto que Truffles é o porquinho de Gutsu que usa uma faixa branca na cabeça.
Em 2014 chegando próximo dos 5 anos do jogo surgiram os alunos do Mestre: Katsuro, Mari, Nobu, Han além do antagonista Rinjin. Os personagens apareceram primeiramente numa animação online intitulada Fruit Ninja Origins e em seguida em jogos spin-off.

## Série animada
No final de 2013 foi anunciada que seria feita uma série de animação baseada no jogo bem como ocorreu com a série Angry Birds que no mesmo ano recebeu um desenho animado. A série é uma co-produção entre os estúdios Cake Entertainment e The People's Republic of Animation, e está prevista para ter 52 episódios de 11 minutos. Em 2014 foi lançada no Youtube uma alguns curtas animados com personagens novos, intitulado Fruit Ninja Origins, apenas 5 episódios de 1 minuto foram lançados.